# ياسر الحبيب

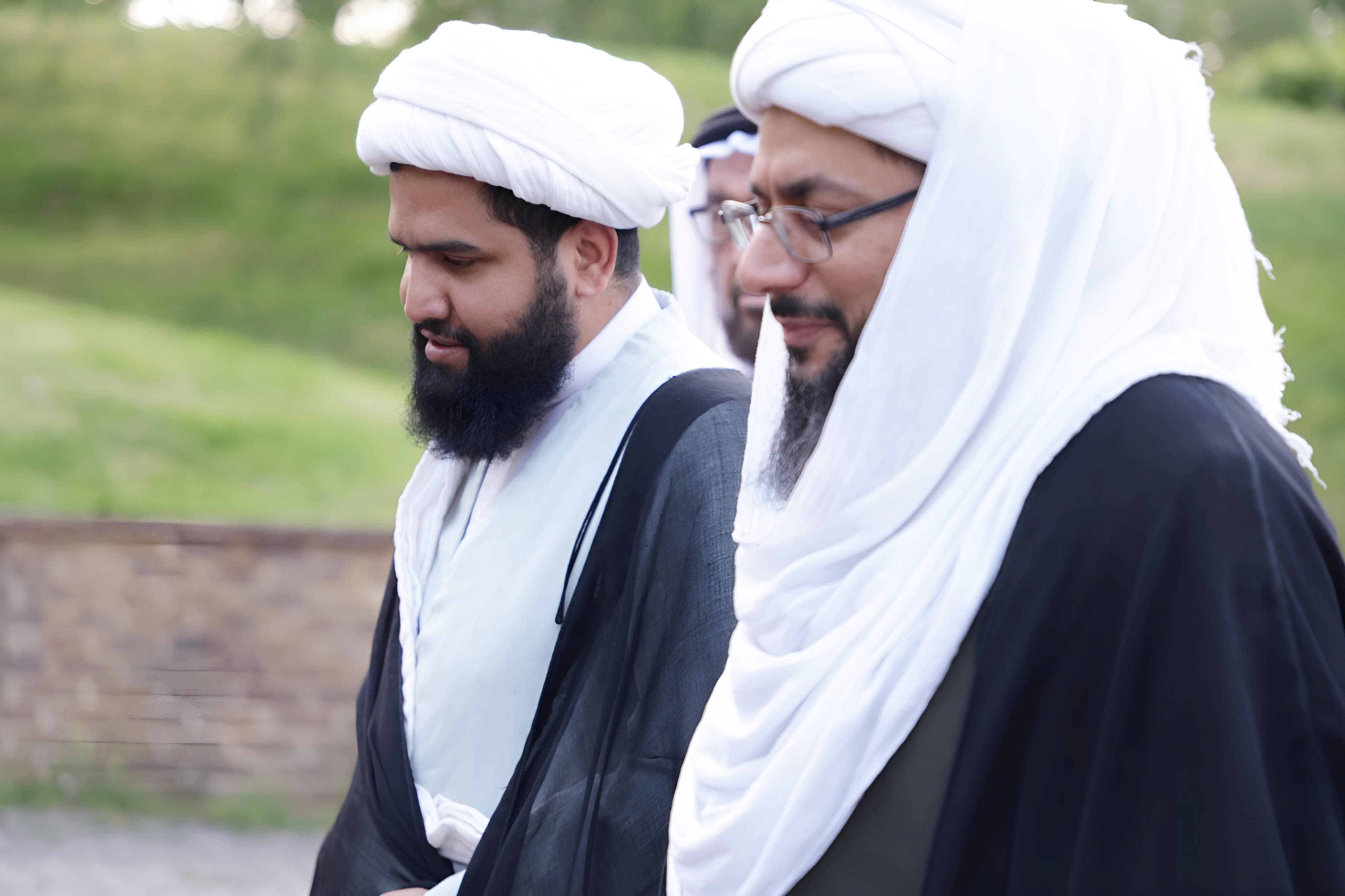
ياسر الحبيب بجانب علي المصدق

ياسر الحبيب (ولد في 20 يناير 1979) هو رجل دين شيعي كويتي المولد، أسقطت جنسيته لدعوى حيازته لجنسية أخرى غير الجنسية الكويتية وذلك في سنة 2010 بإقامة احتفال بذكرى وفاة عائشة بنت أبي بكر، وهو خريج علوم سياسية من جامعة الكويت سبق له العمل في مجال الإعلام عن طريق كتابة المقالات السياسية.

## حياته الشخصية
اسمه ياسر يحيى عبد الله الحبيب واشتهر بتطرفه في طرح آرائه في مجال العقيدة واستنتاجاته وتحقيقاته في التاريخ الإسلامي إلى جانب فرضه لنشر الإسلام الشيعي في العالم بأسلوب مختلف عن الكثير من نظرائه من رجال الدين الشيعة المعاصرين، وقد تركزت محاضراته ومقالاته على إظهار امور خلافية حساسة بين الشيعة والسنة، وتدور خطاباته حول من يعتبرهم بعض الشيعة قتلة فاطمة الزهراء، وهم على وجه الخصوص الخليفة أبوبكر والخليفة الثاني عمر بن الخطاب ويضاف إليهم السيدة عائشة بنت أبي بكر وغيرهم من الشخصيات الرئيسة في صدر الإسلام، وله مواقف سلبية ضد الكثير من الشخصيات الشيعية البارزة إذ اعتبر بعضها شخصيات ساعية لتقديم التنازل العقائدي بما يؤدي لطمس الموروثات الشيعية المائزة للشيعة عن المذهب السني ومن أبرز من أدانهم بهذا العنوان محمد حسين فضل الله وأحمد الوائلي، كما أنه يتميز بإسقاطه لاعتبار علي خامنئي بصورة علنية.
بدأ بطرح رؤيته بخصوص التاريخ الإسلامي والروايات الشيعية في مجالسه الخاصة في الكويت، مما أدى إلى إلقاء السلطات الكويتية القبض عليه بتهمة التحريض على الطائفية من خلال التعرّض لرموز المذهب الإسلامي الآخر في الكويت، ثم تطورت القضية إلى أمن دولة حكم فيها في مايو 2004 بالسجن لعشر سنوات، وأدانت الحكم الكثير من المنظمات الدولية التي تنشر تقارير مرتبطة بحقوق الإنسان كمنظمة العفو الدولية ووزارة الخارجية الأمريكية، إلا أنه قضى في السجن ثلاثة أشهر فقط؛ ثم أطلق سراحه بعفو أميري وصف رسميا فيما بعد بأنه ”خطأ إداري“ بينما أصر على أنه استجابة لدعاءه وتوسله بالعباس بن علي بن أبي طالب، وقد صدرت بعد ذلك مذكرة اعتقال ثانية بحقه؛ إلا أنّه تمكّن من الهجرة غير الشرعية إلى العراق ومن ثم إلى إيران قبل أن يسافر ويستقر في إنجلترا بعد حصوله على حق اللجوء فيها.
وقد برز اسم ياسر الحبيب في الإعلام بعد تنظيمه احتفالاً في السابع عشر من شهر رمضان 1431 هـ إظهاراً للفرح والسرور بذكرى وفاة السيدة عائشة بنت أبي بكر، وقد أدى ذلك إلى قيام ضجّة في الكويت وخارجها إذ تعدّ السيدة عائشة بنت أبي بكر شخصية مُوقّرة عند المسلمين السنّة باعتبارها زوجة للنبي محمد وأمّاً للمؤمنين، وقد أصدر علي خامنئي على أثر ذلك فتوى سياسية بتحريم الإساءة لعائشة كما حرّمت فتواه الإساءة إلى أي فرد من الصحابة، كما وصف حسن نصر الله في خطاب سياسي له الاحتفال بأنه جاء من «شخص شيعي غير معروف عند الشيعة أساساً» على حد تعبيره، وأثنى على فتوى علي خامنئي الموجّهة ضد كل من يسيء للسيدة عائشة بنت أبي بكر. وآل الوضع إلى تجريد الحكومة الكويتية للحبيب من جنسيته الكويتية. غير أن ذلك لم يؤثّر في نشاطات الحبيب وهو خارج الكويت، بل استمرّ في نشاطه الديني وأقام احتفالات مماثلة في السنوات التي تليها، ولم يكن لها صدى في الإعلام كما كان للاحتفال الأول.

## ولادته ونشأته
ولد في عائلة شيعية متدينة، وسكنت عائلته الكبرى المرقاب. وكان يرفع الأذان منذ صغره في جامع النقي، كما كان في صغره رادودا حسينيا وقارئاً للقرآن.
ابتدأ دراسته في المدارس الحكومية الكويتية، ثم التحق بكلية العلوم السياسية في جامعة الكويت، ثم اتجه إلى الدراسات الدينية عام 1996 في قم، حيث درس تحت إشراف محمد رضا الحسيني الشيرازي.
وقد بدأ حياته العملية في المجال الإعلامي والسياسي منذ الصغر حيث عمل محرراً صحافياً في جريدة الوطن الكويتية منذ سنة 1991، ولم يكن عمره يتجاوز حينها اثنتا عشرة سنة، ثم انتقل إلى جريدة صوت الكويت حتى أوقفت الحكومة إصدارها سنة 1994، فانتقل إلى الطليعة، فالرأي العام، فالقبس، فصوت الخليج. ثم اتجه لعمله الإعلامي الخاص ضمن نشاطات هيئة خدام المهدي والتي كان مؤسسها.

## نشاطاته في الكويت
ابتدأ نشاطه الديني بتأسيس هيئة خدام المهدي سنة 1420 هـ في الكويت، ثم تمددت فروع الهيئة ومكاتبها التنظيمية في العراق وإيران والبحرين ولبنان والمملكة المتحدة. وكانت الهيئة تقوم بطباعة الكتب الشيعية وتوزيعها، وأداء الزيارات لمراقد أهل البيت والنبي محمد وذلك نيابة عن المعاقين وكبار السن. كما أسس مجلة باسم «مجلة المنبر» وكان يشرف على تحريرها بنفسه فاستمرت لفترة طويلة. كما كان للهيئة عدة إصدارات كـ«تقويم الكساء»، و«مجلة ثائر» المخصصة للأطفال. وقد أطلق من الكويت مشروعاً باسم «مشروع علي ولي الله» ويختص بنشر الإسلام الشيعي وتوصيله إلى غير الشيعة.
وقد تأسست في الكويت ديوانية باسم «ديوان خدام المهدي»، وكان يلقي فيه محاضرات أسبوعية؛ وقد تسبب طرحه في المحاضرات إثارة السنة - خصوصاً السلفيين -؛ حيث إنّه كان يتعرض لشخصيات مُوقّرة في نظرهم مثل الخليفة الأول كأبي بكر والخليفة الثاني عمر بن الخطاب والسيدة عائشة. وكذلك المقالات التي كانت تنشر في «مجلة المنبر» وغيرها من إصدارات الهيئة أثارت السنة، وبدأت مطالب بعض النواب الإسلاميين بإيقاف نشاط الحبيب وهيئة خدام المهدي.
حتى قامت الحكومة الكويتية باعتقاله وإيداعه السجن في السادس من شوال 1424 هـ (30 نوفمبر 2003)، فحكم عليه بالحبس سنة مع غرامة ألف دينار، إلا أن ضغوط التيارات السلفية آلت لتحويل القضية من جنحة إلى جناية، ثم تصييرها قضية أمن دولة، لتكون العقوبة أشد، وهكذا الحكم بالسجن عشر سنوات، والذي انضم إليه حكم آخر بالسجن خمس سنوات، ثم حكم ثالث صدر من محكمة أمن الدولة بالسجن عشر سنوات، فأصبح المجموع خمساً وعشرين سنة، أي ربع قرن، وهو أول حكم من نوعه في تاريخ الكويت في قضية من قضايا الرأي.

## خروجه من الكويت
قبل أيام قليلة من العيد الوطني لدولة الكويت؛ استُدعي الحبيب في قسم التصنيف بالسجن فقابله رجل أمن قادم من الخارج وبيده كشف فيه أسماء مكتوبة بخط اليد، فقال له «أنت ياسر الحبيب؟» فأجابه بنعم، فأردف قائلاً: « أبشرك! ستخرج بعد ثلاثة أيام بمناسبة العفو الأميري بالعيد الوطني!» قال له: «حقاً ما تقول؟» فقال: «نعم..كل ما عليك هو أن تدفع غرامة الألف دينار المنصوص عليها في حكمك».
في اليوم نفسه زاره ذووه، فأوعز إليهم بضرورة دفع مبلغ الغرامة، وقد فعلوا ذلك في اليوم التالي لدى إدارة تنفيذ الأحكام بمنطقة الجابرية.
بعد أقل من ساعتين من الإفراج عنه، ورد لأهله اتصال من وزارة الداخلية من شخص عرّف بنفسه، وقال إليه: ”إذا أمكن أن تحضروا إلى مبنى إدارة تنفيذ الأحكام بالجابرية ومعكم جواز السفر! لا تقلقوا ولا تخافوا! إنها مجرد إجراءات روتينية يجب استكمالها بسبب العفو“. فخرج بعدها الحبيب من المنزل؛ وكانت قوة أمنية قد توجهت إلى داره للقبض عليه، فلم يجدوه. وبعدها اشتعلت القضية سياسياً مرة أخرى، فأوصل المسؤولون إلى أهله غير مرة رسائل مفادها ”أنه فليسلّم نفسه أولا ونحن نتعهد أنه بعد شهر سيتم العفو عنه ويتم إطلاق سراحه بعد تقديم كتاب استرحام منكم! ولكن دعونا أولا أن نهدئ السلفيين حاليا فهم ثائرون لما جرى“. ولكن الحبيب أبى الاستجابة وعاش فترة في الكويت متنقلاً بين بيوت بعض أصدقائه؛ حتى قرر الخروج من البلاد، فاجتاز الحدود خفية إلى العراق. وعاش في العراق فترة بين مدن النجف وكربلاء والكاظمية وسامراء وبلد، إضافة إلى رحلات متفرقة إلى العاصمة بغداد، في فترة كان الوضع الأمني خطيراً حيث تزامن مع غزو العراق.

## خروجه من العراق
بعد فترة قضاها في العراق هاجر الحبيب إلى إيران بطريقة غير شرعية بعد أن استخدم جواز سفر عراقي مسروق اشتراه من سوق مريدي في بغداد فتنقل بين مشهد وقم والري وكاشان؛ حتى قرر السفر إلى المملكة المتحدة في أواخر العام 2004، فارتحل إليها جواً.
أشارت منظمة العفو الدولية إلى الحكم الصادر ضد ياسر الحبيب وضمنته في تقريرها الصادر في سنة 2005 بشأن حقوق الإنسان في الكويت. وأشارت وزارة الخارجية الأميركية مرتين إلى سجن ياسر الحبيب نتيجة تعرضه بالسب والشتم للصحابة، وقالت أن بعض الشيعة يرون أن ذلك إنما هو نتيجة لتعرض الحكومة لضغوط من الجماعات الإسلامية.
كما أن هناك العشرات من المنظمات واللجان الدولية التي تناولت قضية ياسر الحبيب ونشرت بيانات عدّة دفاعاً عنه، كما وجّهت رسائل لأمير الكويت ورئيس حكومتها وسفرائها في الخارج تطالبهم فيها بالإفراج عنه والكفّ عن ملاحقته وضمان سلامته. من هذه المنظمات: منظمة أخبار حقوق الإنسان الأميركية، معهد الصحافة الدولي، منظمة القلم الدولية (PEN)، رابطة المؤرخين القلقين (إن سي إتش)، رابطة حقوق الأكاديميين، المنظمة العالمية لحرية التعبير التبادلي، منظمة الصحافيين الكنديين المدافعين عن حرية التعبير (PEN Canada)، منظمة (إنديكس) لحرية التعبير.

## نشاطاته في المملكة المتحدة
حصل على حق اللجوء في المملكة المتحدة، واستقر لمدة سنتين تقريباً في مدينة بيتبرا قبل أن ينتقل إلى لندن، ليعيد تأسيس هيئة خدام المهدي التي هُدم مكتبها في الكويت. وفي بادئ الأمر أصدر جريدة شيعية سماها (بالإنجليزية: Shia Newspaper) وقد صدر منها ثلاثة أعداد فقط ثم توقفت، كما أستغل مقر الهيئة في العمل به تحت مسمى «حوزة الإمامين العسكريين» حال القاءه محاضرات حوزوية خاصة بطلبة العلم وتتمحور اجتهاداته في علم الرواية والدراية والرجال بالإضافة إلى القاءه دروس في الفقه الإستدلالي وعلم الكلام في مرحلة السطوح العالية.

### قناتي فدك وصوت العترة
أطلق الحبيب قناة فدك التي جمع التبرعات لبثها، فانطلقت في سبتمبر 2010، لكن بثها لم يستمر، حيث قطعته شركة البث على القمر اتلانتيك بيرد 4؛ بسبب ورود تهديدات. ومن ثم أعيد بث القناة على قمر هوت بيرد بتاريخ 27 فبراير 2011، فاستمر بثها حتى الآن. اختارتها هيئة الإذاعة البريطانية (البي بي سي) ضمن قنوات الكراهية الدينية الأكثر تطرفاً، فقد جاء في التقرير: «من بين عشرات القنوات التليفزيونية التي رصدناها اخترنا ستا هي الأكثر تطرفا. السنية منها هي قناة صفا التي تبث من مصر، وشبكة وصال بلغاتها الست التي تبث من السعودية، وقناة الأنوار 2 الشيعية التي تبث من العراق، أما الثلاث الأخرى فتأتي عبر البحار، وهي قناة وصال فارسي السنية من لندن، وقناة فدك الشيعية من لندن وأهل البيت الشيعية من كاليفورنيا». ولمنع القناة من الإرسال على النايلسات، أطلقت هيئة خدام المهدي قناتها الثانية قناة صوت العترة في سنة 2013 على القمر نايلسات.

## مسجد السبط الثالث المحسّن الشهيد
هو في الواقع مقر المؤسسات التابعة له والخاضعة لإشرافه ومنها قناة فدك وما زال البناء لم يتخذ أحكام المسجد بعد أن روج لجمع التبرعات من أجله بأنه سيصبح أول مسجدٍ للشيعة في لندن، حيث لا توجد للشيعة مساجد هناك فيما عدا المصلّيات التي تقام في المراكز الخاصة. ثم تبين أن الأرض التي قام بشراءها تقع في قرية فولمر في باكينغهامشير وليس في العاصمة البريطانية لندن.

### احتفالاته بوفاة عائشة

#### الاحتفال الأول
في 17 رمضان 1431 هـ أقام الحفل الأول بمناسبة ذكرى وفاة السيدة عائشة بنت أبي بكر - أو كما يسمى عند الشيعة بعيد «فرحة الحسن» - بتنظيم هيئته في مقر الهيئة الجديد في لندن تعبيرا عن الفرح والسرور بيوم وفاتها، وقد تضمِّن الاحتفال كلمةً لياسر الحبيب في عائشة. وقد جوبه هذا الحفل بغضب من طوائف المسلمين في العالم، ومنها بعض الأوساط الشيعية. والذي بينه لاحقاً في كتاب بعنوان «الفاحشة الوجه الآخر لعائشة». عارضاً فيه أدلته ومبانيه وتوطئة للردود على الشبهات التي قد تثار حول الكتاب.
إثر بلاغ قدمه وكيل ياسر الحبيب في 27 رمضان 1431 هـ أدرجت السلطات البريطانية أسماء عدد من رجال الدين السُنّة وأعضاء مجلس الأمة الكويتي على لائحة الاتهام القانوني بالتحريض على القتل والعنف والإيذاء الشخصي.
لم تستجب منظمة الشرطة الجنائية الدولية (الإنتربول) طلب الحكومة الكويتية بإلقاء القبض عليه، وبررت المنظمة ذلك بأن قضية الحبيب تخرج عن نطاق اختصاصه. بعد كل الضغوطات التي تعرّضت لها الحكومة الكويتية؛ آلت القضية إلى سحب الجنسية الكويتية التي يحملها الحبيب ومن أبنائه الذين اكتسبوا الجنسية منه بالتبعية، وذلك «درءاً لأزمة كانت على وشك تهديد المجتمع في الداخل الكويتي» حسب تعبير بعض وكالات الأنباء.
وبعد الضجة التي أثيرت بسبب هذا الاحتفال تقدم محمد الكوس إمام مسجد «مالك بن أنس» في الكويت بطلب للمباهلة بينه وبين الحبيب؛ واتفقوا على أن يباهل الحبيب على أن الخليفة الأول أبا بكر والخليفة الثاني عمر والخليفة الثالث عثمان والسيدة عائشة والسيدة حفصة في النار، فيما يباهل الكوس على أنهم في الجنة. وقد جرت المباهلة بتاريخ 29 شوال 1431، وقد نقلت المباهلة قناة الحكمة السنية في وقت انقطاع بث قناة فدك الشيعية.

#### الاحتفال الثاني
أقام احتفالاً ثانياً بيوم ذكرى وفاة السيدة عائشة بنت أبي بكر في سنة 1432 هـ، وقد أثّرت دعوته للاحتفال بهذه المناسبة في العام الماضي، لقيام بعض الاحتفالات التي جرت في عدّة نقاط في العالم، والتي كان منها: البصرة، البحرين، مسقط، القطيف، دمشق، قم، أصفهان، فرنسا. وقد قامت قناة فدك - المملوكة من قبل هيئة خدام المهدي التي أسّسها الحبيب - بتغطية الاحتفال. وقد جوبه هذا الاحتفال بردود فعل ضعيفة على عكس الاحتفال الأول، الذي كان إعلانه خطوة جديدة.
وقد انتشر من احتفاله الثاني مقطعٌ له يقوم بتقطيع كعكة كُتب عليها: ”عائشة في النار“ وتظهر على وجهه آثار الفرح.

## منهجه في الوسط الشيعي
إضافةً إلى تطرفه المعروف تجاه العقيدة السنية ورموزها؛ عُرف عنه أيضاً اتخاذه منهجاً حاداً في بيان آراءه ضد من يسميهم بالانهزاميين داخل التشيع فقام بنشر آرائه حول بعض المفاهيم الخاصة التي يدّعي أنها تعطل انتشار الإسلام الشيعي - على حد تعبيره - ومنها التقية التي أعطاها تعريفها من المنطلق الفقهي قائلاً: «التقية هي إظهار الكفر وإبطان الإيمان في حالة الخوف من الضرر الشديد فقط كالقتل مثلاً، وليس ممالئة الطرف المخالف وموافقته في كل شيء من غير خوف حدوث الضرر الشديد كالقتل»، ورد بحدّة في خطاباته على هذه الفئة من الشيعة وعدد منهم حسن الصفار وحسين الراضي وياسر العودة وأحمد الوائلي وآخرين كثر.
كما أنه لم يوفّر جهداً في نقد بعض المرجعيّات الشيعيّة حتى السيستاني إذ انتقد في محاضرات متعددة فتواه المدينة لتحرّكات ثائر الدراجي ووصفها بأنها تفتقد الحكمة، وأكّد بأن سبب صدورها هو افتقاد المرجعية للشجاعة، وقد قرّرت تلك المحاضرات ونُشرت في موقعه الشخصي وجاء فيها: «وأرجع سماحته أسباب صدور هذه الفتوى إلى افتقاد وجود النفسية العالية والشجاعة التي كان يتحلى بها أسلاف عظماء الشيعة عند مقارعة الباطل».
إن رجال الدين الشيعة الإثني عشرية قد انقسموا لقسمين أو مدرستين؛ الأولى هي المدرسة الفلسفية التي تؤيد إدخال دراسة الفلسفة في الحوزة، والمدرسة الثانية معارضة لذلك وتُعرف بالمدرسة التفكيكية. ونتيجة طبيعية لكون ياسر الحبيب من أتباع المدرسة التفكيكية؛ كانت له مواقف حادة تجاه أتباع المدرسة الفلسفية، فيحكم بضلال كل من يتبع تلك المدرسة، وقد شمل ذلك - على سبيل المثال - محمد تقي بهجت الفومني، وكمال الحيدري.

### مواقف سلبية لشخصيات شيعية ضده
تعرّض أسلوب ياسر الحبيب في هجومه الحاد والجارح والمتطرف على الشخصيات المقدّسة عند الآخرين لانتقادات عديدة من الداخل الشيعي، فقد أصدر علي الخامنئي فتوى بتحريم الإساءة لعائشة عقب الاحتفال الذي أقامه ياسر الحبيب في ذكرى موتها كما حرّمت فتواه الإساءة إلى أي فرد من الصحابة، كما وصف حسن نصر الله في خطاب سياسي له الاحتفال بأنه جاء من «شخص شيعي غير معروف عند الشيعة أساساً» على حد تعبيره، وأثنى على فتوى الخامنئي الموجّهة ضد كل من يسيء لعائشة واختتم حديثه بدعوته للالتفاف حول الحكومة الإيرانية معتبراً إياها ضمانة لوأد الفتن على حد تعبيره، كما استنكر على ذلك كمال الحيدري في العديد من بياناته ولقاءاته ومحاضراته عاداً منهج الحبيب وأسلوبه خروجاً عن منهج الشيعة.

## إشاعات حوله
بعد ثمانية أشهر من المباهلة بين الحبيب ومحمد الكوس؛ انتشرت إشاعات بإصابة ياسر الحبيب بالسرطان في لسانه وفكه، وقد قامت صحيفة «عكاظ» السعودية بنشر الخبر بعنوان ”السرطان يفتك بلسان شاتم أم المؤمنين“، كما ظهر محمد الكوس في فيديو مسجل؛ وقال أن أحد أصدقائه قد اتصل بـ«مكتب الشيخ الحبيب في لندن» فلم يجد منه إلا تهرباً، وأن نسيباً لأحد زملائه قد أجرى اتصالاً بإحدى المستشفيات البريطانية؛ فأكدت له الخبر، ثم أخبرته لاحقاً أن لديها أوامر بأن تتستر على وجوده. إلا أن ياسر الحبيب قد ظهر ليلة الخامس عشر من شهر رجب سنة 1432 هـ في بث مباشر على قناة فدك لينفي تلك الإشاعات ويؤكد أنه بخير.
وقد رد محمد الكوس على نفي ياسر الحبيب لخبر إصابته بمرض السرطان في لسانه وفكه، واصفاً هذا النفي بأنه محاولة لذر الرماد في العيون وتضليل الرأي العام. ونقل الكوس في حديث هاتفي لصحيفة «عكاظ»، تأكيدات شخصيات دبلوماسية كويتية عالية المستوى إصابة الحبيب بالسرطان وأن حالته الصحية بالغة السوء والخطر، وقال الكوس: ”أن ياسر كذاب ويتظاهر بأنه سليم ليسكت الناس عن التجريح بشخصه وشتمه“.
وقد صرح يوسف الصانع عضو مجلس الأمة الكويتي وقال: ”حتى الساعة لم يظهر أحد يثبت أو ينفي الخبر، وهي مجرد أخبار متناقلة بين الناس لم يتسن حتى الآن التأكد من صحتها“، وأضاف: ”سمعنا الخبر عن أحد موظفي السفارة الكويتية في لندن وأكد لنا ذلك، وأن أحد الكويتيين المسافرين إلى لندن قد ذهب إلى المستشفى ليتأكد من صحة الخبر وبالفعل رآه صحيحاً“.
وقد انتشر لاحقاً فيديو لياسر الحبيب مستقطع من لقاء على قناة فدك، يستظهر منه - الفيديو - تهديده للكوس بالقتل؛ حيث قال موجهاً كلامه للكوس ما مضمونه: ”إشارة مني لبعض أتباعنا في الكويت..ونقرأ نعيك في الجرائد“. غير أنه في نفس الفيديو قال: ”لكننا نمنع أتباعنا؛ لأننا لا نؤمن بالعنف“.

## رسالة ممدوح آل سعود
بعد انتشار إشاعات حول إصابة الحبيب بالسرطان؛ أرسل الأمير السعودي ممدوح بن عبد العزيز آل سعود رسالة إلى الحبيب بتاريخ 17 رجب 1432 هـ. وقد دعا في رسالته هذا الحبيب للاتعاظ والاعتبار بما عبّر عنه ممدوح ”بما أنزل الله عليك وأوقعه بك“، والمقصود هو ما أشُيع عن إصابة الحبيب بالسرطان في لسانه وفكه. وقد ضمّن رسالته دعوته للحبيب لترك التشيع، كما دعاه للحوار، وختم رسالته بدعوته لزيارته في مكة والمدينة المنورة.
وقد ردّ الحبيب بعد يومين على رسالة ممدوح، مبتدئاً بتكذيبه للإشاعات التي انتشرت واتهم الكوس بالترويج لها، وقد قبل دعوته في الحوار، وعرض عليه خيارات للحوار، هي: الحوار في بث مباشر على قناة فدك، أو الحوار شفهياً عبر الهاتف، أو كتبياً. كما قبل دعوته لزيارة مكة والمدينة المنورة؛ إلا أنه اشترط عليه أن يرفع اسمه من قائمة الممنوعين، ويأخذ له ولمن معه ضماناً من أخيه عبد الله بن عبد العزيز آل سعود بأن لا يتعرض إليه أحد بسوء وأن يعتمر ثم يأتي له ويحاوره حتي يعود إلى لندن. وقد لفت الحبيب في رسالته انتباه ممدوح إلى أن الحكومة الكويتية قد جرّدته من جنسيته، فلم يعد يملك جواز سفر يسمح له بالخروج من المملكة المتحدة، كما أن وضعه القانوني ينتظر المعالجة من الحكومة البريطانية، وكل ذلك سيسبب تأخر مجيء الحبيب إلى السعودية، مما يجعل ذهاب ممدوح إلى لندن أو حواره مع الحبيب بطرق أخرى أفضل وذلك اختصاراً للوقت.

## حكم آخر بالسجن
تناقلت بعض وسائل الإعلام الكويتية في 7 ديسمبر 2011 خبر صدور حكم جديد من محكمة الجنايات برئاسة المستشار عماد المنديل ضد ياسر الحبيب بالحبس 15 سنة مع الشغل والنفاذ والإبعاد بعد تنفيذ العقوبة، وذلك إثر دعوى قضائية رفعها المحاميان عادل العبد الهادي ودويم المويزري ضده، وبصدور هذا الحكم الجديد يكون مجموع ما تقضي به الأحكام الصادرة ضد الحبيب في الكويت هو السجن لمدة خمسة وثلاثين عاماً، يُضاف إلى ذلك تجريده وأبناءه من الجنسية الكويتية، وقد قال الحبيب معلقاً على ذلك: ”الحمد لله. هذا الحكم وأشباهه وسام على صدري، ولن يثنيني عن مواصلة دربي، حتى لو أصدروا حكم الإعدام عليَّ. ويوم يعدموني سيكون يوم انتصاري الأكبر“.

## دعوته شيوخ السنة للمناظرة
وجه ياسر الحبيب في أبريل 2012 (جمادى الأولى 1433 هـ) دعوة عامة لرجال الدين السنة لمناظرته في موضوع حدده في هذا السؤال: ”هل الواجب على المسلم موالاة السيدة عائشة بنت أبي بكر أم البراءة إلى الله تعالى منها؟“، وقد أكد بأن الباب مفتوح لجميع رجال الدين والدعاة السنة للدخول في المناظرة إلا أنه اشترط أن يكون المتقدم في مستوى معقول من الشهرة والمقبولية، وقد وُجهت الدعوة رسمياً إلى:
| - المصري يوسف القرضاوي. - المصري أحمد الطيب. - السعودي عبد العزيز آل الشيخ. - المصري محمد حسان. - السعودي محمد العريفي. - السوري عدنان العرعور. - السعودي عائض القرني. - السعودي سلمان العودة. - الموريتاني محمد حسن الددو. |  | - المصري محمد حسين يعقوب. - الكويتي عثمان الخميس. - المصري محمد الزغبي. - اليمني خالد الوصابي. - البحريني حسن الحسيني. - اللبناني عبد الرحمن دمشقية. - العراقي طه الدليمي. - الارتري جلال الدين محمد صالح. - المصري عبد الرحمن عبد الخالق. |  | - المصري أبو إسحاق الحويني. - السعودي محمد البراك. - السعودي محمد صالح المنجد. - المصري صلاح عبد الموجود. - المصري أحمد النقيب. - المغربي محمد الفزازي. - المصري محمد عبد المقصود. |

وقد رد المغربي محمد الفزازي على دعوة الحبيب بأنه موافقٌ على مناظرة الحبيب مخيراً إياه بأمرين؛ وهما: إما أن يبعث الحبيب للفزازي بتأشيرة زيارة المملكة المتحدة وتذكرة الطائرة ذهاباً وإياباً، وأن يوفر له حجزاً في فندق مناسب على نفقته الخاصة طيلة إقامته في لندن، والخيار الثاني أن يذهب الحبيب إلى طنجة على نفقته الخاصة.
كما انتشر مقطع في الموقع العالمي يوتيوب يظهر فيه الشيعي العراقي ثائر الدراجي يتصل على الهاتف الشخصي لعثمان الخميس وقد رفض الخميس هذه الدعوة لكون الحبيب ”يسبّ ويلعن أمهات المؤمنين والصحابة“ على حد تعبير عثمان الخميس.
فيما ردّ خالد الوصابي على دعوة الحبيب في برنامج مباشر على قناة صفا وقال أنه قد قبل المناظرة غير أنه ليس بمستعد للنقاش والمناظرة في موضوع السيدة عائشة بنت أبي بكر، وقال بأن على الحبيب أن يناظر علي خامنئي وحسن نصر الله وكمال الحيدري في هذه المسألة، وأنه مستعد للنقاش في موضوع الإمامة أو العصمة أو وجود المهدي. وقد ردّ موقع القطرة - الموقع الرسمي لياسر الحبيب - بأن موضوع المناظرة لم يكن حول السيدة عائشة بنت أبي بكر وإنما كان (هل الواجب على المسلم موالاة السيدة عائشة بنت أبي بكر أم البراءة إلى الله تعالى منها؟)، كما استُنكر إقحام الوصابي لهذه الشخصيات التي يعلم أنها على خلاف مع ياسر الحبيب موجهين سؤالاً للوصابي: ”فهل يقبل الوصابي مثلاً أنه عندما يوجه دعوة للمناظرة أن يتم إقحام شخصيات أخرى من طائفة أهل السنة والجماعة هي على طرف النزاع معه؟!“.

## مؤلفاته
- محاكمة الطاغية الثاني. هذا الكتاب تقرير لإحدى المحاضرات التي ألقاها ياسر الحبيب في برنامجه الأسبوعي «الحوار المفتوح» الذي يُبث مباشرةً مساء كل جمعة.
- قصة يوم العذاب. كتيب فيه جمع لروايات مقتل المحسن بن علي بن أبي طالب من مصادر مختلفة قام المؤلف بصياغتها في صورة المقتل على ما تعارف عليه الخطباء.
- كيف زيف الإسلام. بحث تاريخي يعرض فيه المؤلف استنتاجاته التاريخية على الأحداث التي وقعت بعد وفاة النبي محمد، كما تعرض لدراسة سيّر بعض أصحاب النبي كأبي بكر وعمر قبل الدعوة الإسلامية وبعدها.
- تحرير الإنسان الشيعي. سلسلة من المحاضرات سُجِّلت خصيصاً للعرض على قناة فدك، وقد دُوّنت هذه المحاضرات وأُعيد تنسيقها، ويهتم هذا الكتاب بتصحيح بعض الأفكار التي يرى الكاتب أنّ الشيعة يفهمونها فهماً مغلوطاً كالتقية.
- الكافئة في توبة الخاطئة. تحقيق لكتاب الشيخ المفيد
- بناء شخصية المستقبل'.
- البحوث القرآنية.
- أكذوبة عدالة الصحابة.
- التوطئات التسعة.